# Lasiodora spinipes
Lasiodora spinipes är en spindelart som beskrevs av Anton Ausserer 1871. Lasiodora spinipes ingår i släktet Lasiodora och familjen fågelspindlar. Inga underarter finns listade i Catalogue of Life.